# Knysnatoerako
De knysnatoerako (Tauraco corythaix) (Afrikaans: knysnaloerie) is een relatief grote vogel die behoort tot de familie Musophagidae (toerako's), die in de altijd groene wouden van zuidelijk en oostelijk Zuid-Afrika en eSwatini voorkomt.
Binnen het verspreidingsgebied is de soort onmiskenbaar, al is hij vaak onopvallend in de boomtoppen. Samen met de lange staart is hij 40-42 cm lang. De vogel heeft een kleine maar dikke oranjerode snavel en een witte lijn net onder het oog, wat contrasteert met de overwegend groene veren. Het heeft een grote groene kuif met een witte kroon. Het oog is bruin en de oogring is dieprood. Tijdens de vlucht zijn de karmozijnrode slagpennen te zien.
Deze vogels leggen twee eieren in een ondiep nest van stokken die als platform in een boom- of bosklimplant zijn gebouwd. De geslachten zijn gelijk; jonge vogels hebben een kortere kuif zonder de witte kuif.

## Verspreiding en leefgebied
Deze soort komt voor in zuidoostelijk Afrika en telt twee ondersoorten:
- T. c. phoebus: noordwestelijk Swaziland en Transvaal.
- T. c. corythaix: zuidoostelijk Zuid-Afrika.